# 徹里加勒德山
71°18′S 168°41′E / 71.300°S 168.683°E
徹里加勒德山是南極洲的山峰，位於維多利亞地的彭內爾海岸，處於辛普森冰川和芬德利冰川之間，由英國探險隊繪入地圖，以隨隊的動物學家命名。